# Arrondissement de Kusel
L'arrondissement de Kusel est un arrondissement  ("Landkreis" en allemand) de Rhénanie-Palatinat  (Allemagne).
Son chef lieu est Kusel.

## Villes, communes & communautés d'administration
(nombre d'habitants en 2006)
Communes fusionnées et leurs municipalités.
Siège des communes fusionnées *
| - 1. Commune fusionnée de Altenglan 1. Altenglan * (2 930) 2. Bedesbach (796) 3. Bosenbach (803) 4. Elzweiler (140) 5. Erdesbach (623) 6. Föckelberg (404) 7. Horschbach (276) 8. Neunkirchen am Potzberg (448) 9. Niederalben (328) 10. Niederstaufenbach (278) 11. Oberstaufenbach (252) 12. Rammelsbach (1 645) 13. Rathsweiler (174) 14. Rutsweiler am Glan (335) 15. Ulmet (747) 16. Welchweiler (213) - 2. Commune fusionnée de Glan-Münchweiler 1. Börsborn (407) 2. Glan-Münchweiler * (1 262) 3. Henschtal (345) 4. Herschweiler-Pettersheim (1 354) 5. Hüffler (579) 6. Krottelbach (736) 7. Langenbach (460) 8. Matzenbach (718) 9. Nanzdietschweiler (1 255) 10. Quirnbach/Pfalz (501) 11. Rehweiler (474) 12. Steinbach am Glan (902) 13. Wahnwegen (739) | - 3. Commune fusionnée de Kusel 1. Albessen (136) 2. Blaubach (424) 3. Dennweiler-Frohnbach (285) 4. Ehweiler (169) 5. Etschberg (668) 6. Haschbach am Remigiusberg (711) 7. Herchweiler (577) 8. Körborn (355) 9. Konken (762) 10. Kusel, ville * (5 000) 11. Oberalben (270) 12. Pfeffelbach (994) 13. Reichweiler (555) 14. Ruthweiler (513) 15. Schellweiler (532) 16. Selchenbach (366) 17. Thallichtenberg (600) 18. Theisbergstegen (717) - 4. Commune fusionnée de Lauterecken 1. Adenbach (169) 2. Buborn (166) 3. Cronenberg (160) 4. Deimberg (100) 5. Ginsweiler (329) 6. Glanbrücken (504) 7. Grumbach (514) 8. Hausweiler (47) 9. Heinzenhausen (296) 10. Herren-Sulzbach (177) 11. Hohenöllen (383) 12. Homberg (224) 13. Hoppstädten (323) 14. Kappeln (144) 15. Kirrweiler (172) 16. Langweiler (260) 17. Lauterecken, ville * (2 191) 18. Lohnweiler (458) 19. Medard (507) 20. Merzweiler (207) 21. Nerzweiler (118) 22. Odenbach (923) 23. Offenbach-Hundheim (1 232) 24. Sankt Julian (1 256) 25. Unterjeckenbach (88) 26. Wiesweiler (451) | - 5. Commune fusionnée de Schönenberg-Kübelberg 1. Altenkirchen (1 350) 2. Brücken (Pfalz) (2 291) 3. Dittweiler (943) 4. Frohnhofen (585) 5. Gries (1 004) 6. Ohmbach (847) 7. Schönenberg-Kübelberg * (5 723) - 6. Commune fusionnée de Waldmohr 1. Breitenbach (2 005) 2. Dunzweiler (958) 3. Waldmohr * (5 299) - 7. Commune fusionnée de Wolfstein 1. Aschbach (346) 2. Einöllen (458) 3. Eßweiler (441) 4. Hefersweiler (514) 5. Hinzweiler (416) 6. Jettenbach (861) 7. Kreimbach-Kaulbach (887) 8. Nußbach (628) 9. Oberweiler im Tal (166) 10. Oberweiler-Tiefenbach (303) 11. Reipoltskirchen (399) 12. Relsberg (192) 13. Rothselberg (720) 14. Rutsweiler an der Lauter (384) 15. Wolfstein, ville * (1 999) |

## Événement
La fusillade de Kusel a eu lieu sur la Kreisstraße 22 entre les villes de Mayweilerhof et Ulmet , une zone rurale de l'arrondissement de Kusel. L'agresseur ou les agresseurs ont pris la fuite.